# Кечмания 9
Кечмания 9 (на английски: WrestleMania IX) е деветото годишно pay-per-view събитие от поредицата Кечмания, продуцирано от Световната федерация по кеч (WWF). Събитието се провежда на 4 април 1993 г. в Парадайс, Невада.

## Обща информация
Това е първото събитие на Кечмания, проведено на открито. Следващата такава е чак Кечмания 24 през 2008 г.
Арената е направена така, че да прилича на римски колизеум, а на събитието има пазачи, тромпети и няколко живи животни. Компанията гради на тази тема, като коментаторите, включително дебютиращия Джим Рос, носят тоги. Хауърд Финкел също е преименуван на „Finkus Maximus“ за деня. Ренди Савидж идва до мястото за коментар, придружен от жени, които хвърлят листенца от цветя и го хранят с грозде, докато е носен на пиедестал от охрана. Боби Хийнън идва с тога и язди камила.
Видимо насиненото око на Хълк Хоган е обяснено в сюжета като резултат от наемането на група мъже от Тед Дибиаси да нападнат Хоган преди мача. В действителност причината е все още тема на коментар. Една от теориите е, че Ренди Савидж удря Хоган, защото вярва, че бившата му съпруга Мис Елизабет има връзка с Хоган, докато Савидж и тя са женени (развеждат се през септември 1992 г.) Служители на WWF твърдят, че нараняването е резултат от инцидент с джет ски.
Кечмания 9 е изградена около две основни сюжетни линии. Първата е около неудържимия Йокозуна, предизвикващ Брет Харт за Световната титла в тежка категория на WWF в главното събитие след, като спечелва Кралски грохот. Другият основен сюжет е завръщането на Хълк Хоган, който последно участва в WWF на Кечмания 8, но се завръща в отбор с Брутъс Бийфкейк срещу Световните отборни шампиони на WWF, Пари ООД (Ървин Р. Шистър и Тед Дибиаси). Хоган и Бийфкейк губят мача, но по-късно Хоган се изправя срещу Йокозуна за титлата в импровизиран, нерекламиран 22-секунден мач, след като Йокозуна побеждава Харт, за да спечели титлата. Освен това Шон Майкълс запазва Интерконтинентална титла на WWF, въпреки че губи мача си срещу Татанка.
Няколко рецензенти са критични към събитието. Най-честата критика е свързана с мача между Гробаря и Гиганта Гонсалес, спечелването на титлата на Хълк Хоган и римските тоги, носени от коментаторите. Печалбата от pay-per-view, както и посещаемостта на събитието спадат от предходната година.

## Резултати
| №                                                                        | Резултати | Правила                                                       | Време |
| ------------------------------------------------------------------------ | --- | ------------------------------------------------------------- | ----- |
| 1Т                                                                       | Тито Сантана побеждава Папа Шанго                                                                                                   | Индивидуален мач                                              | 08:00 |
| 2                                                                        | Татанка (със Сензационната Шери) поб. Шон Майкълс (ш) (с Луна Вашон) чрез отброяване                                                | Индивидуален мач за Интерконтинентална титла на WWF           | 18:13 |
| 3                                                                        | Братята Стайнър (Рик Стайнър и Скот Стайнър) поб. Разбивачите на глави (Фату и Саму) (с Афа Аноаи)                                  | Отборен мач                                                   | 14:22 |
| 4                                                                        | Дуинк Клоуна поб. Кръш | Индивидуален мач                                              | 08:28 |
| 5                                                                        | Рейзър Рамон поб. Боб Баклънд | Индивидуален мач                                              | 03:45 |
| 6                                                                        | Пари ООД (Ървин Р. Шистър и Тед Дибиаси) (ш) поб. Мега-маниаците (Брутъс Бийфкейк и Хълк Хоган) (с Джими Харт) чрез дисквалификация | Отборен мач за Световните отборни титли на WWF                | 18:27 |
| 7                                                                        | Лекс Лугър поб. Мистър Пърфект | Индивидуален мач                                              | 10:56 |
| 8                                                                        | Гробаря (с Пол Беърър) поб. Гиганта Гонсалес (с Харви Уипълман) чрез дисквалификация                                                | Индивидуален мач                                              | 07:33 |
| 9                                                                        | Йокозуна (с Мистър Фуджи) поб. Брет Харт (ш)                                                                                        | Индивидуален мач за Световната титла в тежка категория на WWF | 08:55 |
| 10                                                                       | Хълк Хоган поб. Йокозуна (ш) (с Мистър Фуджи)                                                                                       | Индивидуален мач за Световната титла в тежка категория на WWF | 00:22 |
| - (ш) – указва шампиона/шампионите в мача - Т – показва, че мача е тъмен | |                                                               |       |